# یاکنا
جاکنا (به انگلیسی: Jaakna) روستایی در دهستان لانه-نیگولا، شهرستان لانه واقع در غرب کشور استونی است.